# Bandera d'Alcanar
La bandera oficial d'Alcanar té la següent descripció:
| « | Bandera apaïsada, de proporcions dos d'alt per tres de llarg, blanca, amb les tres canyes arrencades de color verd fosc de l'escut, tot el conjunt d'alçària 21/28 de la del drap i amplària 8/21 de la llargària del mateix drap, posat equidistant de les vores superior i inferior i a 4/21 de la de l'asta; i un pal vermell de gruix 5/21 de la llargària del drap a la vora del vol, amb una creu de Malta blanca, d'amplària i alçària 3/14 de l'alçària del drap, al centre. | » |

## Història
Fou aprovada per la Generalitat el 24 de març de 2014 i publicada al DOGC el 3 d'abril amb el número 6596.